# 주세페 푸리노
주세페 푸리노(이탈리아어: Giuseppe Furino dʒuˈzɛppe fuˈriːno[*], 1946년 7월 5일, 시칠리아 주 팔레르모 ~)는 이탈리아의 전직 축구 선수로, 현역 시절 미드필더로 활약했다. 작지만 끈질기고 몸싸움에 능한 푸리노는 분노(Furia)라는 별칭으로 수식되었는데, 중원에서 근면함과 활력으로 휘저었고, 수비형 미드필더로서 상대의 공을 가로챌 수도 있었으며, 기술력도 출중했다. 그는 사보나에서 1966년에 프로 무대에 첫 발을 내딛은 이후 팔레르모로 1968년에 이적했다. 1969년, 그는 유벤투스에 입단하여 13년을 보내며 구단의 주장도 맡았고, 여러 국내 및 국제 대회 우승을 거두었는데, 당시 기록이었던 세리에 A 8회 우승도 달성했다. 국가대항전에서, 그는 이탈리아 국가대표팀 일원으로 1970년 월드컵에 참가해 준우승의 성과도 냈다.

## 클럽 경력
푸리노는 팔레르모 출신이다. 그는 프로 선수가 되지 전에 잠시 유벤투스에 몸담았었는데, 그는 처음에 사보나와 팔레르모에서 활약했다.
1968년 8월 29일, 그는 칼리아리와의 경기에서 팔레르모 소속으로 세리에 A 신고식을 치렀고, 1969-70 시즌에 유벤투스로 이적했다.

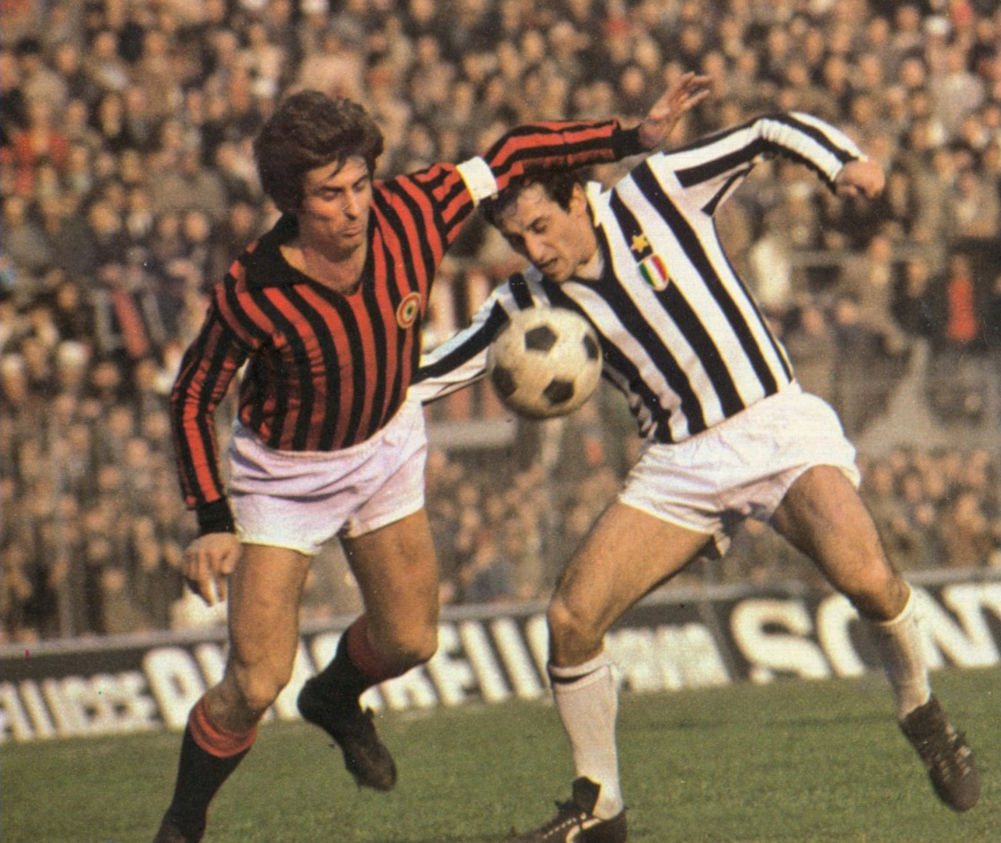
1973년, 밀란의 잔니 리베라와 경합하는 푸리노(오른쪽).

푸리노는 1969년 8월 31일에 만토바와의 코파 이탈리아 경기에서 유벤투스 첫 경기를 치렀다. 그는 유벤투스 소속으로 15년을 활약했는데, 그의 마지막 경기는 1984년 5월 6일에 진행된 아벨리노와의 경기였다. 그는 유벤투스 소속으로 세리에 A 경기에 361번 출전했는데, 성인 무대를 통틀어 전 경기에서 528번 출전해 19골을 넣었고, 유벤투스의 주장도 맡았다.
그는 유벤투스 소속으로 세리에 A를 8번 우승했다. 그는 조반니 페라리와 함께 잔루이지 부폰에 이어 선수로서 세리에 A 최다 우승 2위에 이름을 올렸다.(비르지니오 로세타도 리그를 8번 우승했지만, 이 중 3번은 세리에 A 출범 전에 우승한 것이다.)
그는 유벤투스 시절에 코파 이탈리아도 2번 우승했고, 1976-77 시즌에는 UEFA컵을, 1983-84 시즌에는 유러피언 컵위너스컵도 우승했고, 1972-73 시즌과 1982-83 시즌에는 유러피언컵 준우승을 거두었다.

## 국가대표팀 경력
푸리노는 1970년과 1974년 사이에 이탈리아 국가대표팀 경기에 3번 출전했고, 1970년 월드컵에 이탈리아 선수단 일원으로 참가해 준우승을 거두었다. 그는 1970년 6월 6일 우루과이와의 월드컵 본선 경기에서 국가대표팀 첫 경기를 치렀는데, 그는 안젤로 도멘기니와 교체되어 경기장을 밟았다.

## 경기 방식
비록 단신이나, 푸리노는 전술적으로 다재다능한 선수로, 강인한 수비형 미드필더였다. 유벤투스 지지자들로부터 "분노"(Furia)로 수식된 그는 호전적이고, 근면하며, 거칠게 견제하는 공 회수자로, 주력, 체력, 그리고 경기를 읽는 능력으로 두각을 나타냈다. 그는 이타적인 선수로, 자신이 맡은 역할 치고는 기술적으로 능했다.

## 수상
유벤투스
- 세리에 A: 1971–72, 1972–73, 1974–75, 1976–77, 1977–78, 1980–81, 1981–82, 1983–84
- 코파 이탈리아: 1978–79, 1982–83
- UEFA컵: 1976–77
- 유러피언 컵위너스컵: 1983–84
- 인터콘티넨털컵 준우승: 1973[11]
- 유러피언컵 준우승: 1972–73,[12] 1982–83[13]
- 인터시티스 페어스컵 준우승: 1970-71[14]

이탈리아
- 월드컵 준우승: 1970